# Dobričevo
Dobričevo (izvirno srbsko Добричево) je naselje v Srbiji, ki upravno spada pod Občino Bela Crkva; slednja pa je del Južnobanatskega upravnega okraja.

## Demografija
V naselju živi 189 polnoletnih prebivalcev, pri čemer je njihova povprečna starost 42,9 let (40,7 pri moških in 45,1 pri ženskah). Naselje ima 78 gospodinjstev, pri čemer je povprečno število članov na gospodinjstvo 2,90.
To naselje je v glavnem madžarsko (glede na rezultate popisa iz leta 2002), a v času zadnjih treh popisov je opazno zmanjšanje števila prebivalcev.
|  |

| Demografija | Demografija     | Demografija     |
| Leto        | Št. prebivalcev | Št. prebivalcev |
| ----------- | --------------- | --------------- |
|             |                 |                 |
|             |                 |                 |
|             |                 |                 |
|             |                 |                 |
| 1948        | 368             |                 |
| 1953        | 414             |                 |
| 1961        | 408             |                 |
| 1971        | 334             |                 |
| 1981        | 306             |                 |
| 1991        | 265             | 263             |
| 2002        | 226             | 226             |
|             |                 |                 |

| Etnična sestava po popisu iz leta 2002 | Etnična sestava po popisu iz leta 2002 | Etnična sestava po popisu iz leta 2002 | Etnična sestava po popisu iz leta 2002 | Etnična sestava po popisu iz leta 2002 |
| -------------------------------------- | -------------------------------------- | -------------------------------------- | -------------------------------------- | -------------------------------------- |
| Madžari                                | Madžari                                |                                        | 200                                    | 88,49%                                 |
| Srbi                                   | Srbi                                   |                                        | 16                                     | 7,07%                                  |
| Čehi                                   | Čehi                                   |                                        | 5                                      | 2,21%                                  |
| Makedonci                              | Makedonci                              |                                        | 3                                      | 1,32%                                  |
| Ukrajinci                              | Ukrajinci                              |                                        | 1                                      | 0,44%                                  |
| Nemci                                  | Nemci                                  |                                        | 1                                      | 0,44%                                  |
| Neznano                                | Neznano                                |                                        | 0                                      | 0,0%                                   |